# Madison (Nueva Jersey)
Madison es un borough ubicado en el condado de Morris en el estado estadounidense de Nueva Jersey. En el año 2010 tenía una población de 15,845 habitantes y una densidad poblacional de 1,453 personas por km².

## Geografía
Madison se encuentra ubicado en las coordenadas 40°45′31″N 74°24′58″O / 40.75861, -74.41611.

## Demografía
Según la Oficina del Censo en 2000 los ingresos medios por hogar en la localidad eran de $82,847 y los ingresos medios por familia eran $101,798. Los hombres tenían unos ingresos medios de $62,303 frente a los $42,097 para las mujeres. La renta per cápita para la localidad era de $38,416. Alrededor del 3.4% de la población estaba por debajo del umbral de pobreza.